# Rudolf Harbig
Rudolf Harbig (Dresde, 8 de noviembre de 1913-Olchowez, Ucrania, 5 de marzo de 1944) fue un atleta alemán de especial éxito en pruebas de medio fondo.
En 1938 se proclamó campeón de Europa en los 800 m y con el equipo de relevos alemán en la prueba de 4 x 400 m.
En 1939 y 1941 batió el Récord del mundo de los 400 m. (46,0 s; 12 de agosto de 1939 en Fráncfort del Meno), 800 m (1:46,6 min; 15 de julio de 1939 en Milán) y 1.000 m. (2:21,5 min, 24 de mayo de 1941 en Dresde). Favorecido por el hundimiento del deporte ocasionado por la II Guerra Mundial, fue el único atleta de la Historia en poseer a la vez todos estos récords.

Harbig no comenzó sus entrenamientos hasta 1934, cuando corrió los 800 m en 2:04 min, siendo descubierto por el que posteriormente sería su entrenador, Woldemar Gerschler. Desde ese momento corrió para el club Dresdner SC. En 1936 Harbig se convirtió por primera vez en campeón de Alemania en los 800 m. Desde 1940 fue miembro del club Eintracht Braunschweig. Tenía una altura de 1,74 m y pesaba 63 kg.
Rudolf Harbig murió el 5 de marzo de 1944 en el Frente Oriental en Olchowez, en Ucrania. Tras su muerte, se le dio su nombre a los estadios de Dresde, Neustrelitz, Grünstadt y Borna, así como un pabellón deportivo en Garbsen-Berenbostel. Desde 1950, la federación de atletismo alemana otorga anualmente el premio Rudolf Harbig a atletas de mérito.

## Enlaces
- Perifl en leichtathletik.de

- Datos: Q712535
- Multimedia: Rudolf Harbig / Q712535